# Southwest German Radio Symphony Orchestra
La Southwest German Radio Symphony Orchestra o SWR Sinfonieorchester Baden-Baden und Freiburg o SWR Sinfonieorchester era un'orchestra della radio tedesca situata nelle città tedesche di Baden-Baden e Friburgo.

## Storia
La prima incarnazione dell'orchestra avvenne nel 1946, inizialmente con i membri della cessata orchestra delle terme della città, come gruppo centrale dei musicisti.
La rinascita dell'orchestra termale due anni più tardi costrinse la riorganizzazione dell'orchestra radio. Successivamente Hans Rosbaud fu ingaggiato come primo direttore principale dell'orchestra. Rosbaud era già ben conosciuto come un campione della musica moderna ed Heinrich Strobel, il direttore musicale responsabile dell'orchestra, condivideva questa simpatia per la musica contemporanea. Così l'orchestra aveva come attività predominante l'esecuzione di musica moderna.
L'orchestra fu dapprima finanziata dal Südwestfunk (SWF), l'ente di radiodiffusione pubblica con sede a Baden-Baden. Nel 1998 il SWF si fuse nella Südwestrundfunk ("Radiodiffusioni sudovest"), che assunse la responsabilità dell'orchestra. L'ultimo direttore principale dell'orchestra è stato François-Xavier Roth, dal 2011 al 2016. Michael Gielen, direttore principale dal 1986 al 1999, ha avuto il titolo di Ehrendirigent (direttore onorario) dell'orchestra.
Nel giugno 2012, il Consiglio di radiodiffusione di SWR votò per approvare una misura proposta dal Sovrintendente di SWR Peter Boudgoust di fondere la SWR Sinfonieorchester con l'Orchestra Sinfonica di Radio Stoccarda, per motivi apparenti di limitazioni di bilancio per due orchestre separate affiliate alla SWR. Il Consiglio di radiodiffusione di SWR approvò formalmente il provvedimento nel mese di settembre 2012, con la fusione delle due orchestre programmata per il 2016. Ci furono proteste per la decisione. L'orchestra fece la sua prima e unica apparizione a The Proms il 26 agosto 2015. L'orchestra diede il suo ultimo concerto, sotto la direzione di François-Xavier Roth, il 17 luglio 2016 a Friburgo.
Una delle registrazioni più largamente ascoltate di questa orchestra è stata Atmospheres di Ligeti diretta da Ernest Bour, come colonna sonora di 2001: Odissea nello spazio. L'orchestra ha anche registrato commercialmente per l'etichetta Hänssler musiche di Messiaen, Bartók, Stravinskij, Schoenberg e Wolfgang Rihm.
Nel 2016 l'orchestra è confluita nell'Orchestra sinfonica della SWR.

## Direttori principali
- Hans Rosbaud (1948–1962)
- Ernest Bour (1964–1979)
- Kazimierz Kord (1980–1986)
- Michael Gielen (1986–1999)
- Sylvain Cambreling (1999–2011)
- François-Xavier Roth (2011–2016)